# 히카리정 (야마구치현)
히카리정(光町)은 야마구치현 구마게군에 설치되었던 정이다. 현재의 히카리시에 해당한다.